# روئینگ در المپیک تابستانی ۱۹۵۲
رویینگ در بازی‌های المپیک تابستانی ۱۹۵۲ نام رویداد ورزش رویینگ در بازی‌های المپیک تابستانی بود که در سال ۱۹۵۲ برگزار شد.

## جدول مدال‌ها
| رتبه | کشور                      | طلا | نقره | برنز | مجموع |
| ۱    | ایالات متحده آمریکا (USA) | ۲   | ۰    | ۱    | ۳     |
| ۲    | اتحاد شوروی (URS)         | ۱   | ۲    | ۰    | ۳     |
| ۳    | فرانسه (FRA)              | ۱   | ۱    | ۰    | ۲     |
| ۴    | آرژانتین (ARG)            | ۱   | ۰    | ۰    | ۱     |
| ۴    | یوگسلاوی (YUG)            | ۱   | ۰    | ۰    | ۱     |
| ۴    | چکسلواکی (TCH)            | ۱   | ۰    | ۰    | ۱     |
| ۷    | سوئیس (SUI)               | ۰   | ۱    | ۱    | ۲     |
| ۷    | استرالیا (AUS)            | ۰   | ۱    | ۱    | ۲     |
| ۹    | بلژیک (BEL)               | ۰   | ۱    | ۰    | ۱     |
| ۹    | آلمان (GER)               | ۰   | ۱    | ۰    | ۱     |
| ۱۱   | لهستان (POL)              | ۰   | ۰    | ۱    | ۱     |
| ۱۱   | اروگوئه (URU)             | ۰   | ۰    | ۱    | ۱     |
| ۱۱   | دانمارک (DEN)             | ۰   | ۰    | ۱    | ۱     |
| ۱۱   | فنلاند (FIN)              | ۰   | ۰    | ۱    | ۱     |